# Мяйнтагайне
Мяйнтагайне — озеро на территории Коткозерского сельского поселения Олонецкого района Республики Карелии.

## Общие сведения
Площадь озера — 0,8 км², площадь водосборного бассейна — 12,1 км². Располагается на высоте 126,5 метров над уровнем моря.
Форма озера продолговатая: вытянуто с северо-востока на юго-запад. Берега каменисто-песчаные, местами заболоченные.
С южной стороны озера вытекает короткий безымянный ручей, втекающий в ручей Чёрный (ниже — река Люба), впадающий в Утозеро, откуда берёт начало река Олонка.
На берегу озера располагается деревня Чёрная Речка, расположенная у трассы Р21 («Кола»).
Код объекта в государственном водном реестре — 01040300211102000014817.